# Rzechta (Łódź)
Pour les articles homonymes, voir Rzechta.
Rzechta est une localité polonaise de la gmina et du powiat de Sieradz en voïvodie de Łódź.